# 斯特雷加奖

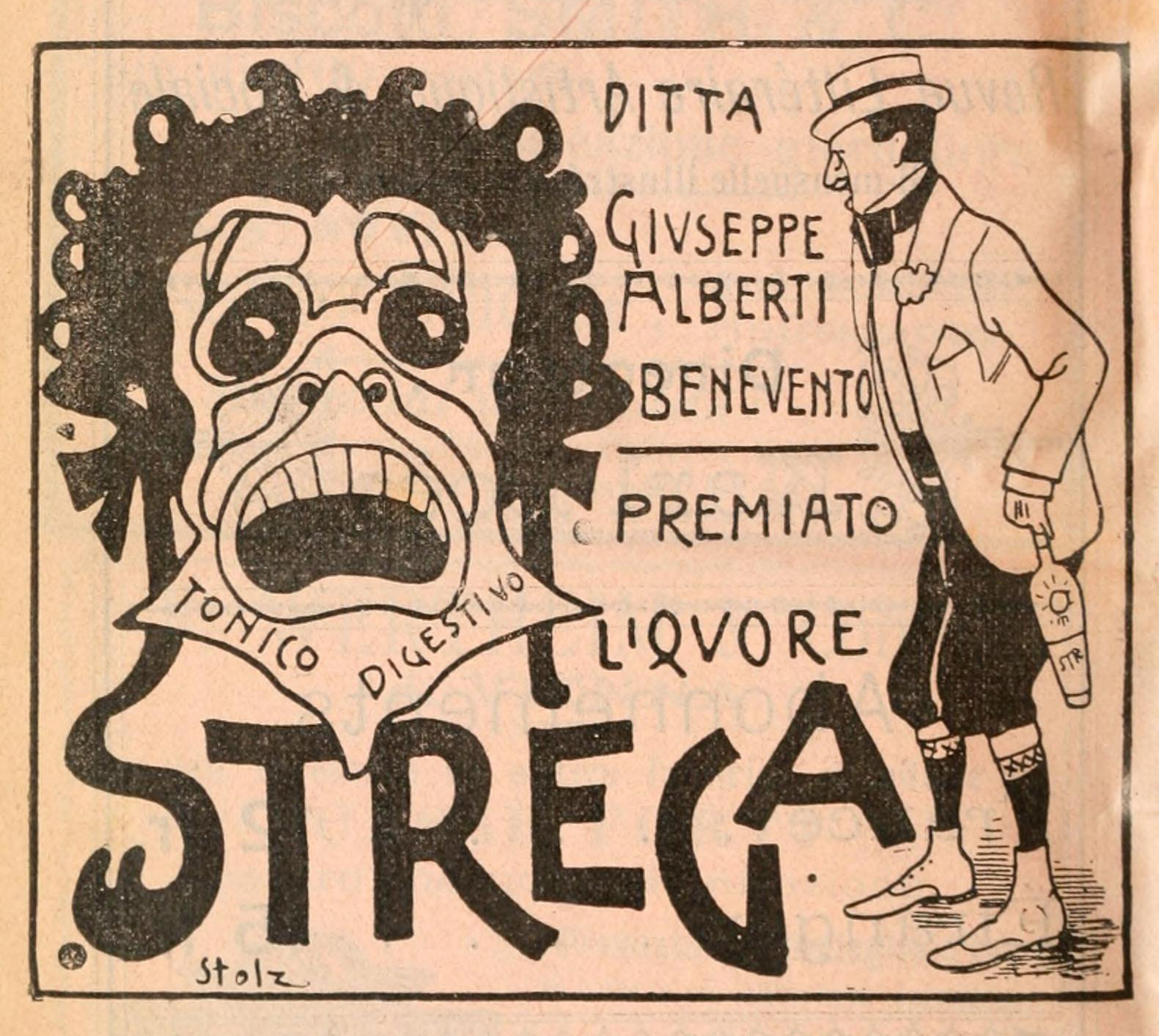
斯特雷加饮料的广告(1902)

斯特雷加奖（義大利語： [ˈprɛːmjo ˈstreːɡa]）是意大利最重要的文学奖，创立于1947年，传统上在每年七月的第一个星期四颁发，授予前一年5月1日到当年4月底之间首次出版的意大利语小说作品。

## 历史
1944年作家玛利亚·贝隆奇和戈弗雷多·贝隆奇想到组织文学沙龙来应对战争带来的绝望，作为一种恢复和重建正常文化生活的尝试。之后几年，该文学沙龙接待过阿尔贝托·莫拉维亚、艾尔莎·莫兰黛和雷纳托·古图索等重要学者和艺术家，这一沙龙团体被称为“周日之友”。1947年，戈弗雷多·贝隆奇和贝内文托的年轻商人圭多·阿尔贝蒂设立了斯特雷加奖，阿尔贝蒂为该奖资助了10万里拉，奖项就以阿尔贝蒂家族生产的著名草药制作的利口酒——斯特雷加命名。获奖者则由周日之友群体推选。
第一届“斯特雷加奖”颁发给了埃尼奥·弗拉亚诺的反映第二次意埃战争的小说《杀戮时刻》。1971年，玛利亚·贝隆奇发表Come un racconto gli anni del premio Strega，回顾了斯特雷加奖的创立和历史。
1986年玛丽亚·贝隆奇去世后，斯特雷加奖一直由“玛丽亚·戈弗雷多·贝隆奇基金会”来管理。来自意大利文化精英们的多达400多名评审团成员至今仍被称为“周日之友”一本书必须得到至少两位评审成员的支持才可以入围。最初的长名单在第一轮投票中被缩减为五本书的短名单。第二轮投票于七月的第一个星期四在罗马朱利亚别墅进行，随后宣布最终获奖者意大利电信今日也是该奖的自助者之一。

## 历年获奖作品
- 1947 埃尼奥·弗拉亚诺 《杀戮时刻》
- 1950 切萨雷·帕韦塞 《美丽的夏天》
- 1952 莫拉维亚 《L'isola di Arturo》
- 1957 艾尔莎·莫兰黛 《L'isola di Arturo》
- 1958 迪诺·布扎蒂 《短篇六十则》
- 1959 朱塞佩·托马西·迪·兰佩杜萨 《豹》
- 1979 普里莫·莱维 《Wrench》
- 1981 翁伯托·艾柯 《玫瑰之名》
- 1986 玛丽亚·贝隆奇 《Rinascimento privato》
- 2002 玛格丽特·马赞蒂尼 《Non ti muovere》
- 2006 桑德罗·维罗尼西 《Caos calmo》
- 2020 桑德罗·维罗尼西 《知更鸟》